# Lysin
Lysin (též lyzin, zkratka Lys, K) patří k proteinogenním aminokyselinám. Společně s argininem a histidinem patří lysin do skupiny bazických aminokyselin neboli hexanových bází. Je kódován kodony AAA a AAG, průměrný výskyt v proteinech činí 5,9 %.

## Zdroje
Lysin je pro člověka jednou z esenciálních aminokyselin, tzn. lidské tělo jej nedokáže samo vyrobit, a proto jej musí přijímat ve stravě podobně jako některé vitamíny. Dospělý člověk potřebuje asi 14 mg na kilogram tělesné váhy denně (tj. asi 1–1,5 g denně). Děti potřebují asi 44 mg na kilogram tělesné váhy denně.[zdroj?]
Zvláště velká množství lysinu obsahují parmezán, ryby, vepřové a hovězí maso, sojové boby, pšeničné otruby, čočka, fazole a arašídy. Lysin citlivě reaguje na teplo za sucha, např. na pražení. [zdroj?]
Ve 100 g těchto potravin je obsaženo následující množství lysinu:[zdroj?]
- sýr parmezán 3,170 g
- tuňák 2,210 g
- krevety 2,020 g
- vepřová svíčková 2,120 g
- hovězí svíčková 2,020 g
- sojové boby 1,900 g
- čočka 1,890 g
- kuře 1,790 g
- arašídy 1,100 g

## Vlastnosti
L-Lysin je nezbytným stavebním prvkem pro všechny bílkoviny v těle. L-Lysin hraje hlavní roli ve vstřebávání vápníku, v budování svalů, v zotavování se po chirurgických zákrocích[zdroj?] nebo zraněních a v produkci tělesných hormonů, enzymů a protilátek. Studie prokázaly, že příjem lysinu urychluje hojení oparů a chrání před jeho novým výskytem.